# ABTB1
ABTB1‏ (Ankyrin repeat and BTB domain containing 1) هوَ بروتين يُشَفر بواسطة جين ABTB1 في الإنسان.